# Albert Pujols
José Albert Pujols (* 16. Januar 1980 in Santo Domingo, Dominikanische Republik) ist ein ehemaliger Baseballspieler in der Major League Baseball (MLB).

## Leben
Pujols gab im April 2001 bei den St. Louis Cardinals sein Debüt in der MLB und wurde auf Anhieb zu einem der besten Hitter, was ihm die Auszeichnung als Rookie of the Year der National League einbrachte. Er schaffte es sogar bei der Most Valuable Player Wahl (bester Spieler der Saison) unter die ersten fünf.
Am 20. Februar 2004 unterschrieb Pujols bei den St. Louis Cardinals einen mit 100 Millionen Dollar dotierten 7-Jahres-Vertrag mit einer Option für ein 8. Jahr, was ihn bis 2010 an den Club bindet. In den nächsten Jahren bestätigte er seine spielerischen Qualitäten und schaffte es als erster Spieler überhaupt, in den ersten 5 Spielzeiten mehr als 30 Home Runs zu schlagen. Diese Leistung brachte ihm 2005 erstmals die Auszeichnung des National League MVP ein. In den 4 Jahren zuvor war er jedes Mal unter die besten 5 Spieler gewählt worden, die Trophäe bekam aber jedes Mal Barry Bonds von den San Francisco Giants.
Im April 2006 stellte er mit 14 Home Runs einen neuen Major-League-Rekord für einen Monat auf. Im Oktober 2006 führte er die St. Louis Cardinals zum ersten World Series Titel seit 24 Jahren, dem insgesamt zehnten World Series Titel des Franchise.
Albert Pujols hat nach der Saison 2010, als einziger Spieler in der Geschichte der Major Leagues, in jeder seiner zehn Spielzeiten als Profi jeweils mindestens 30 Homeruns, 100 RBIs und einen Schlagdurchschnitt von 300 erreicht.
In der Saison 2011 holte Albert Pujols mit den St. Louis Cardinals erneut die World Series. In der World Series 2011 besiegten die Cardinals die Texas Rangers nach einem 2:3-Rückstand noch 4:3. Im dritten Spiel der Serie in Arlington schlug Pujols drei Homeruns. Damit ist er erst der dritte Spieler nach Babe Ruth und Reggie Jackson, dem dies in der World Series gelungen ist.
Nach der Saison 2011 konnte Pujols als Free Agent zu einem Team seiner Wahl wechseln. Er entschied sich für die Los Angeles Angels of Anaheim, bei denen er für 10 Jahre unterzeichnete. Mit einem Gehalt von garantierten 240 Millionen US-Dollar, welches sich durch Bonuszahlungen auf bis zu 265,75 Millionen US-Dollar erhöhen kann, ist der Vertrag der am zweithöchsten dotierte der Baseball-Geschichte.
Am 17. Mai 2021 bestritt Albert (Spielernummer 55) sein erstes Spiel für die Los Angeles Dodgers, bei denen er bis zum Saisonende unter Vertrag stand. Es war sein insgesamt 2887. Spiel seiner MLB-Karriere. Beim Spiel am 7. September gegen seinen ehemaligen Club, St. Louis Cardinals, schlug er seinen 679. Homerun.
Zur Saison 2022 wechselte er zurück zu den St. Louis Cardinals, wo er es als vierter Spieler überhaupt schaffte, 700 Homeruns zu erzielen. Nach der Saison beendete er seine Profikarriere.